# Jenny Oropeza
Jennifer Ann „Jenny“ Oropeza (* 27. September 1957 in Montebello, Kalifornien; † 20. Oktober 2010) war eine US-amerikanische Politikerin der Demokratischen Partei. Von 2000 bis 2006 war sie Mitglied der California State Assembly, des Unterhauses im kalifornischen Staatsparlament; danach saß sie von November 2006 bis zu ihrem Tod im Senat von Kalifornien.
Jenny Oropeza, mexikanischen Ursprungs, war im Jahr 1994 die erste Latina, die in den Stadtrat von Long Beach (Long Beach City Council) gewählt und im Jahr 1998 wiedergewählt wurde. Als Mitglied der State Assembly wurde sie in Kalifornien im Jahr 2005 zur „Gesetzgeberin des Jahres“ (Legislator of the Year) erklärt, im darauffolgenden Jahr wurde ihr der Smith-Weiss Environmental Champion Award für ihre Verdienste um den Umweltschutz verliehen. 2007 bewarb sie sich um die Nachfolge der verstorbenen Kongressabgeordneten Juanita Millender-McDonald im 37. Distrikt ihres Staates, verlor aber in der Primary der Demokraten gegen Laura Richardson.
Im kalifornischen Senat vertrat sie die Gemeinden Carson, El Segundo, Hermosa Beach, Lomita, Manhattan Beach, Redondo Beach und Torrance sowie Teile von Los Angeles und Long Beach. Sie starb an ihrer seit langem andauernden Krebserkrankung im Oktober 2010, zwei Wochen vor ihrer erneuten Kandidatur für den Senat; Umfragen sagten ihr einen ungefährdeten Sieg voraus.